# François Terbeen
François Terbeen est un journaliste sportif français né le 28 septembre 1910 à Houplines (Nord) près d'Armentières et mort le 4 novembre 1990 à Aubervilliers. Ses chroniques sont essentiellement consacrées au sport cycliste et a la boxe. Il a aussi publié plusieurs romans et des ouvrages consacrés au sport. Il est marié à Lafitole et a une fille Françoise.

## Biographie
François Terbeen a fait ses débuts professionnels en 1936. Dans une des rares chroniques où il écrit à la première personne du singulier, le journaliste situe son entrée dans la carrière de journaliste sportif, au jour de la troisième victoire d'Antonin Magne dans le Grand prix des Nations. Le 20 septembre 1936, Antonin Magne triomphe pour la 3e année consécutive dans le Grand prix des Nations. Succès facile ou bien le plus difficile ? La question est prête: son second Pierre Cogan est à 2 min 12 s, le troisième l'Espagnol Mariano Cañardo est à 3 min 17 s. François Terbeen, tout juste descendu de l'automobile suiveuse de l'hebdomadaire Sport cycliste, se fraye un chemin vers le champion et réussit son premier interview. « Rarement Tonin s'était montré si prolixe que ce jour-là », note François Terbeen. 

### 42 ans de journalisme
Après y avoir publié quelques contes, François Terbeen est attaché aux rubriques « boxe » et « cyclisme » du quotidien sportif L'Auto. Cette entrée dans le journal créé par Henri Desgrange se fait à une date et dans des conditions peu explicitées. Le Sport cycliste, né en mars 1935, cesse de paraître en 1937. Or l'entrée de François Terbeen à l'Auto a lieu « après la bataille de Dunkerque, où il obtint la Croix de guerre ». De 1940 à 1944, il est donc un des journalistes du titre dont le dernier numéro paraît le 17 août 1944. Il y côtoie Gaston Bénac, Albert Baker d'Isy, Claude Tillet, sous la direction de Jacques Goddet.
Après la Libération, François Terbeen devient un des journalistes sportifs dans les titres issus de la Résistance, à Sports, un quotidien qui tente de concurrencer L'Équipe, et à Ce Soir, organe d'informations générales dirigé par les communistes. La palette politique des journalistes de ce quotidien vespéral est large et dans le domaine sportif le professionnalisme semble primer sur la stricte proximité idéologique. C'est pour Ce Soir qu'en 1947, François Terbeen suit son premier Tour de France. C'est aussi pour Miroir Sprint, hebdomadaire omnisports créé au printemps 1946, auquel il participe dès sa fondation et pour lequel il chronique le « Tour » avec d'autres plumes, confirmées ou appelées à devenir célèbres: Georges Pagnoud, Pierre Chany, Albert Baker d'Isy, Jean Leulliot jusqu'en 1948. Après cette date, François Terbeen entre au journal Paris-Presse, puis Paris-Jour où il retrouve les rubriques « boxe » et « cyclisme ».

### Miroir du cyclisme
Après une absence d'une dizaine d'années, François Terbeen reprend place parmi les collaborateurs de Miroir Sprint en 1959 : il y écrit la première mouture de l'histoire des frères Pélissier, que le Miroir du cyclisme reprend plus tard. Tout naturellement il est membre de la rédaction du nouveau magazine cycliste, lancé en 1960 : Miroir du cyclisme. Dès le numéro 2 du titre, alors bimestriel, il publie une histoire de Paris-Roubaix, puis sa collaboration continue pendant une quinzaine d'années. Une partie des récits et chroniques qu'il y fait paraître est reprise dans un de ses livres, mais la plupart sont à ce jour inédites en volume.

### Romancier
Auteur de plusieurs romans et récits épiques, un titre retient l'attention : La caravane de juillet. Paru en 1954, les aventures et événements de ce roman se déroulent parmi les suiveurs du Tour de France, milieu que l'auteur connaît...Préfacé par Gaston Bénac, chef de rubrique sportive avec lequel Terbeen travaille alors à Paris-Presse, le livre se situe dans une lignée littéraire cycliste inaugurée par un journaliste et écrivain d'entre les deux guerres, André Reuze. Un récit épique qui magnifie le sport cycliste tel qu'il se pratiquait jusqu'à la gangrène du dopage scientifique, tel qu'il était conté, voire inventé par les journalistes du cyclisme, médiateurs obligés entre la course et le public, avant que les caméras de télévision fassent voir la course sans l'intermédiaire des grands auteurs journalistiques.
François Terbeen a suivi 25 Tours de France. Il était promu Officier de l'ordre national du Mérite en 1977.